# Blikanasauridae
Blikanasauridae („blikanasauridi“) je čeleď malých a vývojově primitivních sauropodomorfů, zřejmě již bazálních sauropodních dinosaurů.

## Popis
Zástupci skupiny dosahovali poměrně malých rozměrů, v dospělosti byli dlouzí jen kolem 3 až 5 metrů (a patří tak mezi nejmenší sauropodní dinosaury vůbec). Žili v období pozdního triasu (asi před 225-210 miliony let) především na území dnešní Jihoafrické republiky. Čeleď je pojmenovaná podle rodu Blikanasaurus. Ten byl poprvé formálně popsán paleontology Galtonem a van Heerdenem v roce 1985, stejně jako čeleď samotná.